# Церква Святого Миколая Чудотворця (Язловець)
Церква Святого Миколая Чудотворця — найстаріша збережена будівля колишнього міста Язловця (нині село, Бучацька ОТГ, Чортківський район, Тернопільська область, Україна). Датується 1551 роком. Колишній вірменський храм (церква Сурб Нікогайос) Язловця. Нині — парафіяльний храм УГКЦ.

## Історія
У XVII столітті храм був катедральним вірменським. Сучасна назва — від 1801 року, після передачі його українській громаді містечка. Під час Другої світової війни храм був сильно пошкоджений, утратив дах та стелю.
На вхідному порталі збереглися зроблені в камені написи вірменською мовою.

## Світлини

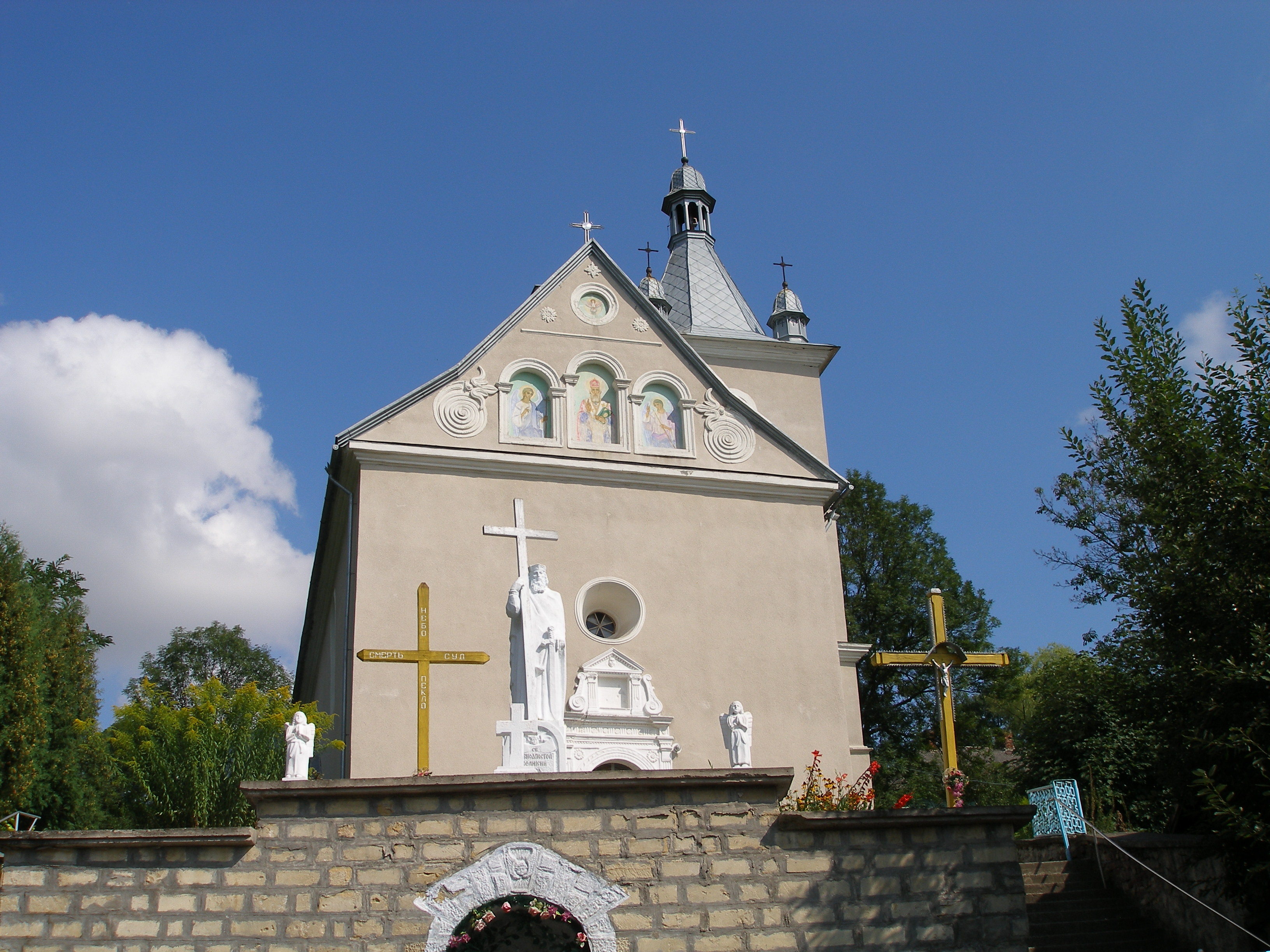
Фасад церкви св. Миколая Чудотворця
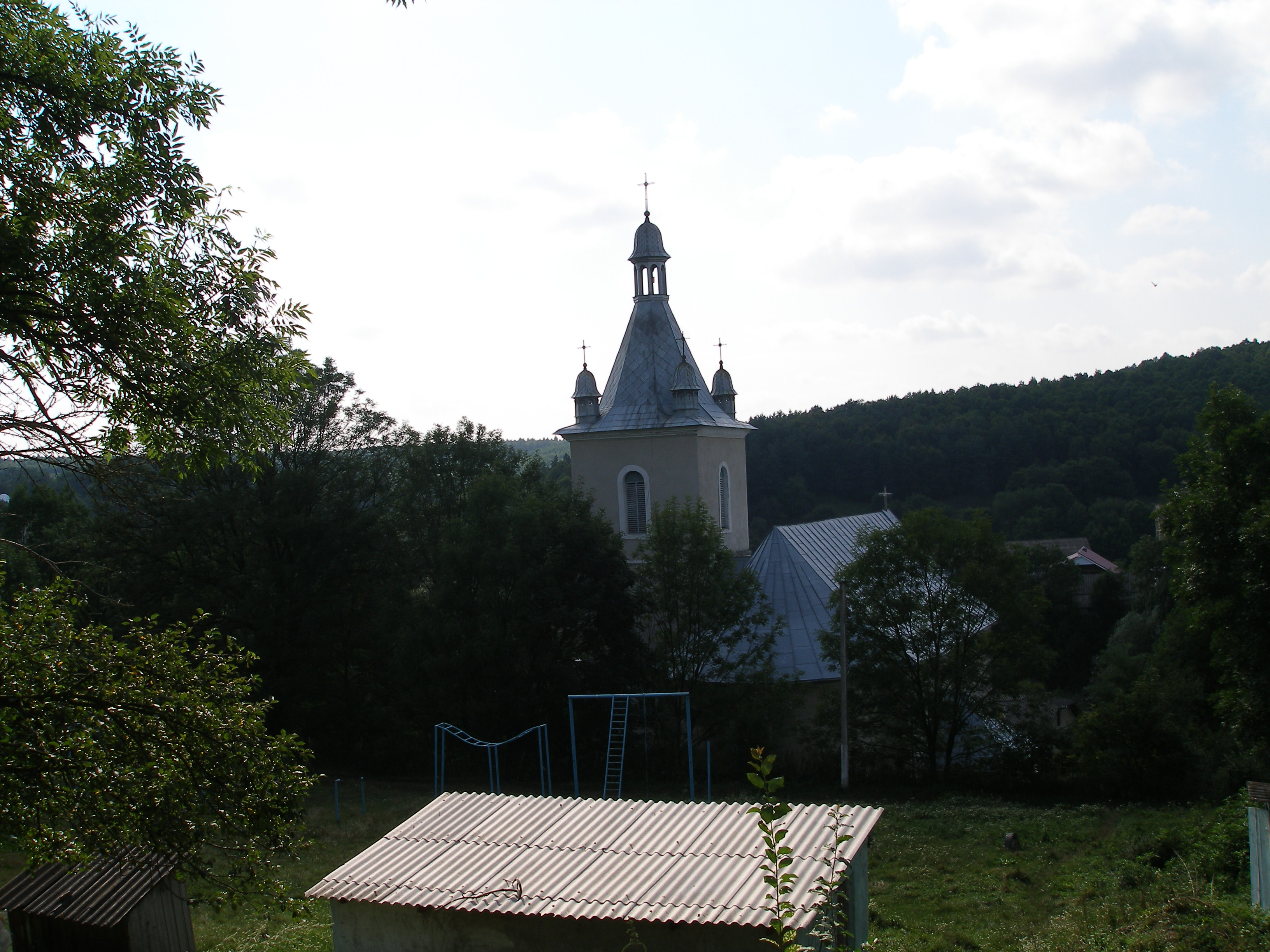
Вигляд з тилу колишньої вірменської церкви